# Barasso
Barasso est une commune italienne d'environ 1 800 habitants située dans la province de Varèse dans la région Lombardie dans le nord de l'Italie.

## Toponymie
Le nom « Barasso » est probablement dérivé du gaulois barros : ronce.

## Administration
| Période                                  | Période  | Identité              | Étiquette | Qualité |
| ---------------------------------------- | -------- | --------------------- | --------- | ------- |
| 30/05/2006                               | En cours | Antonio Andrea Braida |           | médecin |
| Les données manquantes sont à compléter. |          |                       |           |         |

### Hameaux
Cassini, Molina, Paù, Casa Ronco, Piano, Colonia, Punta di Mezz

### Communes limitrophes
| Cuvio    | Castello Cabiaglio |          |
| Comerio  | Barasso            | Luvinate |
| Gavirate | Casciago           |          |